# Pike's Peak Toboggan Slide
Pike's Peak Toboggan Slide je americký němý film z roku 1902. Režisérem je Harry Buckwalter (1867–1930). Film měl premiéru v listopadu 1902.

## Děj
Film zachycuje scenérii hory Pikes Peak, která se nachází na východním svahu jižních Skalnatých hor, asi dvacet kilometrů západně od města Colorado Springs v okrese El Paso ve státě Colorado.